# Zalda
Zalda (en georgiano: ზალდა; en osetio: Залда) es un pueblo que pertenece a la parcialmente reconocida República de Osetia del Sur, parte del distrito de Tsjinval, aunque de iure pertenece al municipio de Kurta de la región de Iberia Interior de Georgia.

## Geografía
Zalda se encuentra en la cresta de Gudisi, a 10 km de Kurta y a 15 km de Tsjinvali. La aldea se administra desde el pueblo de Kemerti. 

## Historia
En los siglos XVIII y XIX, el pueblo de Zalda perteneció a la comunidad javanesa. El primer escritor osetio, Iván Yaguzidze, criado en la corte de Heraclio II de Georgia, era originario de esta zona. En el siglo XIX, la aldea pertenecía a un terrateniente apellidado Ordzhonikidze.
De 1922 a 1990, formó parte del distrito de Tsjinval del óblast autónomo de Osetia del Sur. De 1990 a 2006, formó parte del raión de Kareli y, desde 2006, forma parte del municipio de Kurta. 
Durante la guerra de Osetia del Sur de 1991-1992, las autoridades osetias lograron controlar el pueblo.

## Demografía
La evolución demográfica de Zalda entre 1916 y 2015 fue la siguiente:
| 341                                                      | 43 | 94 | 96 |
| (Fuente: Population of South Ossetia since Soviet times) |    |    |    |

Según el censo soviético de 1959, la mayoría de la población local eran osetios.  En el censo ruso de 1916, la composición étnica del pueblo era la siguiente:
|              | 1916      | 1916       |
| Grupo étnico | Población | Porcentaje |
| ------------ | --------- | ---------- |
| Georgianos   | 0         | 0%         |
| Osetios      | 341       | 100%       |
| Total        | 341       | 100%       |

## Economía
En Zalda se desarrollaron la agricultura y la horticultura.

## Infraestructura

### Arquitectura, monumentos y lugares de interés
En Zalda hay dos iglesias del siglo XIX: una construida en 1820 por iniciativa de Iván Yaguzidze, y la otra en 1870 bajo la dirección de Simón Gabaraev-Bedievitch. Al noreste del pueblo, en la cima de la montaña, se alza la iglesia de San Jorge de Lalisa, en la que se conservan inscripciones en alfabeto nusjuri. 

## Personas importantes
- Iván Yaguzidze (1775-1830): escritor, educador y misionero ortodoxo osetio, uno de los primeros escritores en osético.
- Aleksandr Tibílov (1887-1937): escritor, periodista, crítico literario y figura pública soviética de Osetia del Sur.